# Osijek
Osijek je grad u istočnoj Hrvatskoj. Smješten je u ravnici na desnoj obali rijeke Drave između 16. i 24. kilometra od ušća u Dunav. 
Najveći je grad u Slavoniji, četvrti po veličini grad u Hrvatskoj, te je industrijsko, upravno, akademsko, sudsko i kulturno središte Osječko-baranjske županije.
Osijek je grad s najviše zelenila i zelenih površina u Hrvatskoj; na području grada nalazi se 17 parkova u ukupnoj površini od 394 000 m².

## Zemljopis
Zemljopisni položaj grada:
- Regija: Slavonija
- sjeverna širina 45º 32'
- istočna dužina 18º 44'
- Nadmorska visina 90 m
- Površina grada 171 km^2

Prosječna temperatura je 11 °C:
- proljeće: 11°
- ljeto: 21 °C
- jesen: 11,8 °C
- zima: 0,2 °C

### Naselja u sastavu Grada Osijeka
Grad Osijek osim samoga naselja Osijek obuhvaća 10 naselja u sastavu Grada. To su:
- Brijest
- Briješće
- Josipovac
- Klisa
- Nemetin
- Podravlje
- Sarvaš
- Tenja
- Tvrđavica
- Višnjevac

### Gradske četvrti i mjesni odbori u Gradu Osijeku
Grad Osijek je (uključujući sva naselja) administrativno podijeljen na 7 gradskih četvrti koje se uglavnom nalaze na području samog naselja Osijek i 8 mjesnih odbora koji se nalaze na područjima ostalih naselja u sastavu Grada Osijeka.
Gradske četvrti su:
- Retfala
- Gornji grad
- Industrijska četvrt
- Tvrđa
- Novi grad
- Jug II
- Donji grad

Mjesni odbori su:
- Josipovac
- Višnjevac
- Brijest
- Tenja
- Klisa
- Sarvaš
- Cvjetno naselje (uključujući naselje Briješće)
- Lijeva obala (naselja Tvrđavica i Podravlje te dio Osijeka uz Biljsku cestu između njih)

Nemetin je jedino naselje koje nije dio niti jedne gradske četvrti ili mjesnog odbora.

## Demografija
U samome naselju Osijeku živi 75 916 stanovnika, a na području administrativnoga Grada Osijeka 96 848 stanovnika (Popis stanovništva iz 2021. godine).
Prema podatcima o nacionalnosti iz 2011. god. 96 746 (89,54 %), stanovnika Osijeka su Hrvati; 6 751 (6,25 %) Srbi; 979 (0,91 %) Mađari; 263 (0,24 %) Nijemci i dr.
Osijek ima deset katoličkih župa: sv. Petar i Pavao (Gornji grad – Osijek 1), sv. Mihael, arkanđeo (Tvrđa – Osijek 2), Preslavno Ime Marijino (Donji grad – Osijek 3), sv. Obitelj (Jug II – Osijek 4), sv. Josip Radnik (Industrijska četvrt – Osijek 5), Uzvišenje sv. Križa (Retfala – Osijek 6), sv. Leopold Bogdan Mandić (Cvjetno naselje – Osijek 7), sv. Osječki mučenici (Tvrđavica – Osijek 8), sv. Ćiril i Metod (Novi grad – Osijek 9) i Mučeništvo sv. Ivana Krstitelja (Brijest – Osijek 10). Osim katoličkih župa, nalaze se i jedna evangelistička, dvije pravoslavne parohije, baptistička, te adventistička crkva, Evanđeoski teološki fakultet, Židovska općina, muški samostani franjevaca Reda manje braće (OFM) u Tvrđi i franjevaca kapucina (OFMCAP) u Gornjem gradu te rezidencije Družbe Isusove također u Gornjem gradu.
| broj stanovnika | 20858 | 24863 | 25260 | 27801 | 33407 | 40106 | 42930 | 51871 | 58063 | 66073 | 84652 | 109189 | 123944 | 129792 | 114616 | 108048 | 96313 |
|                 | 1857. | 1869. | 1880. | 1890. | 1900. | 1910. | 1921. | 1931. | 1948. | 1953. | 1961. | 1971.  | 1981.  | 1991.  | 2001.  | 2011.  | 2021. |

| broj stanovnika | 16145 | 19281 | 19809 | 21547 | 26769 | 33337 | 36500 | 43351 | 49037 | 56538 | 71782 | 92603 | 103026 | 104761 | 90411 | 84104 | 75535 |
|                 | 1857. | 1869. | 1880. | 1890. | 1900. | 1910. | 1921. | 1931. | 1948. | 1953. | 1961. | 1971. | 1981.  | 1991.  | 2001. | 2011. | 2021. |

## Povijest

### Stari vijek
Na tlu današnjeg grada bilo je više ilirskih i andizetskih naselja, a najveću je važnost imala keltska Mursa. Nalazom, između ostalog, keltskog svetišta iz 2. st. pr. Kr. potvrđeno je da se nalazila na području današnjeg Donjeg Grada. Rimski vojni logor iz vremena osvajanja Panonije potvrđen je nalazom tegula VII Legije. Dvostruki opkopi i očuvani zemljani nasipi bedema logora bili su vidljivi na površini sve do sredine 18. stoljeća. Tada im je položaj na zapadnoj strani zabilježen i u kartografskim prikazima, a nestali su širenjem Donjeg Grada. Standardni pravokutni legijski Castrum imao je prema Dravi utvrđen dodatak koji je štitio luku i most preko Drave. Ostatci njegovih temeljnih kamenih stubova još su uvijek vidljivi za niskog vodostaja rijeke. Na most se s druge strane Drave nastavljao dugačak nasip ili sustav mostova preko močvara, vjerojatno prema Kopačevu. To je svojevrsna preteča kasnijeg slavnog osječkog mosta do Darde sultana Sulejmana.
U vrijeme cara Hadrijana, rimska Mursa uzdignuta je u status kolonije Colonia Aelia Mursa (124. ili 133. g.), a grad se razvio u velikoj ekstenziji i izvan zidina nekadašnjeg Castruma s njegove zapadne strane. Središnji dio te zapadne ekstenzije kontinuirano i opsežno se istražuje od 2001. pod vodstvom Slavice Filipović (voditeljica antičkog odjela Muzeja Slavonije). Otkrivena je vjerojatno središnja ulica u pravcu istok – zapad (Decumanus Maximus) s kolovozom širokim 3 m te dubokim odvodnim jarcima s obje strane ulice. (s jarcima njena širina narasta na 8 m). Nađeni su i široki trijemovi na obje strane. Brojne baze stupova trijemova kao i kapiteli nađeni su obrušeni u jarcima. Ulica je otkrivena u dužini od oko 150 m, a uz nju s jedne i druge strane iza trijemova i brojne građevine nekadašnjeg gradskog tkiva od kojih se ističu tabernae, veliko svetište boga Silvana s 5 žrtvenika i ostacima zidova i trijema oko njih (dim. 57x34m) i jedne veće građevine (površine 1600 m2) s osobito reprezentativnim pročeljem itd.
Na temelju navoda grčkog povjesničara Zosima pretpostavlja se postojanje građevine amfiteatra izvan jugozapadnog dijela obrambenih zidina rimske Murse. Također ing. Franjetić spominje jednu depresiju koja se može odčitati na karti iz 18. st. blizu spomenutog ugla Castruma, koja po svoj vjerojatnosti predstavlja indicirani ostatak građevine rimskog amfiteatra.
Godine 351. odigrala se pred zidinama Murse velika bitka između cara Konstancija II., sina i nasljednika cara Konstantina Velikog i uzurpatora Magnencija, bitka između suprotstavljenih rimskih vojski istočne i zapadne strane Carstva, jedna od najkrvavijih međusobnih sudara rimske vojske u povijesti Rimskog carstva. Nakon pobjede, koju je Konstancije dočekao u molitvi u arijanskoj crkvi sv. Mučenika na groblju izvan zidina Murse, Konstancije je u Mursi podigao i trijumfalni slavoluk (čiji ostaci još nisu pronađeni). U bitci je poginulo preko 40 000 ljudi, a tijela poginulih su se nalazila sve do današnje Trpinje.
Grad su konačno 441. g. razorili Huni.

### Srednji vijek
U hrvatskoj historiografiji postoji tumačenje da su ime Osijek Hrvati naselju dali zbog ponešto povišenog mjesta od okolih voda, mjesto gdje je oseka, te je suho i pogodno za izgradnju nastambi. Takvo tumačenje treba uzeti s dozom opreza, kao i pitanje etničkog identiteta prvih stanovnika, s obzirom na to da o tome nemamo nikakvih pisanih ili arheoloških tragova. U srednjovjekovnim dokumentima pisanim latinskim jezikom pod utjecajem mađarskog jezika javlja se kao Eszek ili Ezeek. Kasnije su varijante, Essegg, njemačka ili Essec, latinska, samo varijante imena Osijek.
Najraniji spomen Osijeka u povijesnim izvorima datira iz 1196. godine. Radi se o ispravi kralja Emerika (1196. – 1204.), kojom se cistercitskom cikadorskom samostanu potvrđuje pravo ubiranja pristojbi od carina i trgovine te skelarine preko rijeke pošto je Osijek je bio poznat prijelaz preko rijeke Drave. Taj dokument je vrlo važan jer svjedoči o tome da je Osijek već u 12. stoljeću bio važno trgovačko mjesto na trasi stare rimske ceste koja je povezivala jugoistok Europe s panonskom nizinom. Nažalost, pisani izvori za povijest Osijeka u 13. stoljeću nisu sačuvani, tek gabariti romaničkog sloja temelja, najvjerojatnije, župne crkve Sv. Trojstva mogu svjedočiti ponešto o veličini i značaj grada u to doba. Temelji su pronađeni u dvorištu današnjeg franjevačkog samostana. Kasnijom gotičkom dogradnjom, vjerojatno u 15. stoljeću, Osijek je dobio razmjerno veliku trobrodnu crkvu u kojoj su pokapani i pripadnici plemićke obitelji Korogy, u čijem se vlasništvu duže vrijeme gard nalazio. Znamo da se u Osijeku nalazio i augustinski samostan, što je dodatna potvrda urbanog statusa mjesta.
Osijek je kroz čitavi kasni srednji vijek bio u vlasništu plemićkih obitelji i crkvenih ustanova. Kakva je feudalna prava imala opatija Cikador, osim ubiranja spomenutih taksi, nije poznato. Međutim, zna se da su u 14. stoljeću vlasnici grada vrlo utjecajna plemićka obitelj Korogy. Oni su ujedno i najzaslužniji za činjenicu da se Osijek razvio u jedno od značajnijih mjesta u donjem međuriječju. U 14. stoljeću spominje se županijski sajam. Budući da su vlastelini nerijetko vršili dužnosti župana i bana Mačve, Osijek je tada imao ulogu i važnog upravnog središta. O razvijenom gradskom životu svjedoči i porezni popis Osijeka i okolice iz 1469. godine iz kojeg se može iščitati i ustrojstvo gradske općine te ekonomska i demografska struktura građana. To je ujedno i jedini dokument gdje se Osijek navodi kao grad (civitas), dok ga ostali izvori spominju kao trgovište (oppidum). Treba reći da je prema ovom izvoru Osijek tipičan srednjovjekovni gradić trgovaca i obrtnika, a prevladava mađarsko stanovništvo. Neki povjesničari misle da je u vrijeme Korođskih Osijek bio opasan bedemima, ali oko toga nema suglasja u literaturi jer se gradske zidine izravno spominju tek u vrelima iz vremena osmanske vlasti. Gotovo je sigurno da su Korođski u gradu podigli mali kaštel koji je bio njihova rezidencija. Nakon što su Korođski izumrli 1472. godine, kralj Matija njihove posjede daruje Ivanu Ungoru i Nikoli Csuporu. Potom se Osijek navodi kao posjed budimskog kaptola Blažene Djevice Marije. Godine 1490. bio je posjed Petra Gereba, a 1517. je ponovo u vlasništvu budimskog kaptola.
Jedna zanimljivost je da je na samom kraju srednjega vijeka kralj Ludovik II. (1516. – 1526.) odobrio bosanskom biskupu Mihovilu Keserűu i dvorskom komorniku Ivanu Szerecsenyu u Osijeku otvoriti kovnicu novca na godinu dana.

### Novi vijek
Osvajači Osmanskoga Carstva u grad su stigli 14. kolovoza 1526. kad je Osijek predan bez borbe, no kažu da ga je Ibrahim-paša do temelja razorio. Kasnije ga Sulejman Veličanstveni potpuno obnavlja te gradi čuveni pontonski most preko Drave i obližnjih močvara do mjesta Darda u ukupnoj dužini od 8 km. Osijek kasnije opet postaje čuven po obrtu, trgovini i velikim sajmovima.
Grad je ostao pod Turcima više od 160 godina. Nalazio se u sklopu Požeškoga sandžakata. Snage Svete lige oslobodile su Osijek na Miholjdan, 29. rujna 1687., no, od 1690. Osijek je opet pod turskom opsadom, biva potpuno porušen, ipak ovoga puta ne i osvojen.
Od 1687. Osijek i istočno područje današnje Hrvatske nalazili su se u okviru Habsburške Monarhije. Zbog strateškog položaja grada, nove su vlasti na obali Drave izgradile vojnu utvrdu, koje čini današnju Tvrđu, (1712. – 1721.). Unutar bedema nastao je grad građanskih kuća u baroknom stilu. Stanovništvo se zbog vojnih razloga naseljavalo zapadno i istočno te su tako nastale nove četvrti. Na zapadu, uzvodno uz Dravu Gornji grad te nizvodno od Tvrđe Donji grad.
Početkom 18. stoljeća u Donjem i Gornjem gradu formiraju se zasebni magistrati čime te dvije jedinice počinju funkcionirati kao samostalne gradske općine. Zemljišni gospodar sve tri općine bila je Dvorska komora. Politike dekameralizacije u Slavoniji, reforme i općenito politika Marije Terezije u ovim krajevima dovela je do početka pregovora između tri komorske općine o ujedinjenju, očito s namjerom da se Osijeku, kao i drugim značajnijim centrima u regiji, dodijeli status slobodnog i kraljevskog grada. Međutim, zbog razmirica oko održavanja sajmova do ujedinjena je došlo tek 2. prosinca 1786. godine, ukazom Josipa II. Tijekom 18. stoljeća Osijek se razvio u najznačajnije političko, gospodarsko i kulturno sjedište u Slavoniji, u kome su se djelovali brojni obrtnici, trgovci, knjižnice, kazališta, a već 1729. godine otvorena je isusovačka gimnazija. Godine 1735. Franjevci su osnovali tiskaru, a njihovim je nastojanjima osnovan i studiji filozofije i teologije. Dana 28. kolovoza 1809. godine Osijek je svečano proglašen slobodnim i kraljevskim gradom, a time počinje novo doba grada Osijeka.
Sredina 19. stoljeća je doba bržeg razvoja Osijeka, osobito Gornjeg grada. U Donjem je gradu 1874. godine sagrađena jedna od najvećih i najljepših bolnica u ovom dijelu Europe. Godine 1846. podignuta je velika županijska palača, a kasnije, 1866., nasuprot županijske palače i Hrvatsko narodno kazalište. Godine 1868. osnovana je Srpska čitaonica u Osijeku. Pod kraj 19. stoljeća otvaraju se srednje škole – obrtna, realna, učiteljska i trgovačka. Na potezu od Tvrđe do Gornjeg grada kasnije se grade vile i druge građevine u secesijskom stilu.

### Dvadeseto stoljeće
Krajem 1918. i raspadom Austro-Ugarske, Osijek s današnjom istočnom Hrvatskom ulazi u Kraljevinu Srba, Hrvata i Slovenaca, koja 1929. mijenja ime u Kraljevina Jugoslavija. U travnju 1941., s početkom Drugog svjetskog rata u Jugoslaviji, Kraljevina Jugoslavija se raspada te Osijek ulazi u sastav NDH. Od 1941. do 1945. hrvatski dio Baranje pripada Mađarskoj te je Osijek pogranični grad. Važno je napomenuti da je Osijek u ratnom periodu bio žrtva Savezničkog bombardiranja civilnih objekata. Nakon sloma fašizma, u travnju 1945., svi dijelovi današnje Hrvatske i Osijek ulaze u sastav Federativne Narodne Republike Jugoslavije (kasnije Socijalističke Federativne Republike Jugoslavije). Sam je grad oslobođen 14. travnja 1945. godine. U Osijeku se osniva više fakulteta i viših škola, a 1975. i sveučilište, koje od osnutka nosi naziv velikog biskupa Đakovačko ili bosansko i srijemske biskupije (1855. – 1905.) i hrvatskoga mecene rođenog Osječanina Josipa Jurja Strossmayera.

### Domovinski rat
Tijekom Domovinskog rata (1991.), posebno nakon pada Vukovara u studenom 1991., srpske paravojne snage i Jugoslavenska narodna armija (JNA) prodiru nadomak grada. Grad je bio ratno ugrožen još mnogo prije. 11. srpnja 1991. je osječki MUP RH nakon 10-satne akcije uhitila skupinu srpskih terorista. Pod topništvom JNA i četnika Osijek trpi znatna razaranja, ali se uspijeva održati. Prije rata u Osijeku je na nekoliko lokacija bio smješten garnizon JNA pod imenom 12. proleterska mehanizirana brigada u sklopu 1. vojne oblasti (sa sjedištem u Beogradu) a u sastavu tzv. Tuzlanskog korpusa. Na čelu garnizona (koji se službeno zvao Kasarna Milan Stanivuković – narodni heroj) u Osijeku nalazio se tada pukovnik Bora Ivanović zvani Konj, koji se ne samo tijekom boravka u Osijeku već i nakon izlaska iz grada aktivno uključio u rat protiv Hrvatske. Osječko je Državno odvjetništvo protiv sada umirovljenog generala JNA i Vojske Jugoslavije Bore Ivanovića i još trojice časnika iz tadašnjeg garnizona JNA u Osijeku 2006. podigla optužnicu zbog razaranja grada Osijeka i civilnih objekata.
Nakon žestokih borba, velikosrpske postrojbe su zauzele Paulin Dvor 16. prosinca 1991., 11 dana nakon što su okupirale Antunovac, a skoro pola godine otkad su (u lipnju) u osječkoj neposrednoj okolici, u Bijelom Brdu, Tenji i Markušici uspostavljene terorističke baze velikosrpskih ekstremista, odakle su isti napadali Osijek (još 29. lipnja 1991. je bio žestoko napadnut[Pješačkim napadom valjda, topnički su bili cijelog rata.] iz Tenje) i kontrolirali prugu i cestu Osijek – Vinkovci (iz Markušice).
Osijek je vrlo rano došao u tjeskobno okružje neprestanog granatiranja i opasnosti okupacije koju su JNA i pobunjeni Srbi uspješno izveli u Baranji, zapadnom Srijemu i drugim dijelovima hrvatskog Podunavlja.
Napadi su počeli još 29. lipnja 1991. iz Tenje koju su držali pobunjeni Srbi i JNA. JNA i pobunjeni Srbi granatirali su grad i iz inih iz okupiranih naselja. 5. srpnja 1991. dužnosnici Srbije i JNA (Milošević – Jović – Kadijević) dogovorili su razmještaj postrojba JNA u Hrvatskoj na područja koja su Srbi željeli izdvojiti iz Hrvatske, ako već ne uspiju zauzeti cijelu Hrvatsku. Osijek se našao na planskoj ruti udara na Hrvatsku i odsijecanja dijelova Hrvatske: Glavne snage koncentrirati na liniji: Karlovac – Plitvice na zapadu; Baranja, Osijek, Vinovci – Sava na istoku i Neretva na jugu. Na taj način pokriti sve teritorije gde žive Srbi do potpunog raspleta. I kad su te dane (5. – 6. srpnja) hrvatski MUP i ZNG potisnuli četnike iz Stare Tenje, JNA, neusporedivo moćnija od hrv. snaga, otvoreno se je stavila na stranu pobunjenih Srba, napadom na Osijek. 19. kolovoza zrakoplovi JNA bombardirali su Osijek, dvije su žene stradale smrtno, pogođena je osječka katedrala i industrijski pogoni. 21. kolovoza JNA snažno topnički napale Osijek i okolna sela, ranivši mnoštvo civila. Vođa srpskih terorista Željko Ražnatović zahtijevao je predaju grada u roku od 24 sata. 3. rujna srpske su snage zauzele Bilje. Istog su dana unatoč potpisane obustave paljbe, srpske snage topnički napale Osijek, ubivši 18, a ranivši 28 osoba. 6. rujna u napadu JNA je oštetila crkvu sv. Petra u Osijeku. 10. rujna topničkim napadom JNA pogođen dječji vrtić i franjevački samostan. 15. rujna srpske paravojne snage topnički su napale osječku bolnicu i ubile pritom 4 osobe. 16. rujna hrvatski su branitelji u Osijeku uništili 10 tenkova JNA, koja je cijeli dan neprekidno napadala osječku bolnicu. Tog se dana predao Dom JNA u Osijeku hrvatskim snagama. Tijekom rujna JNA je nagomilala oklopno-mehanizirane snage u osječkim predgrađima te u Baranji, tako da se mogao očekivati obuhvatni napad na Osijek sa sjeverne strane. Rujna je JNA izvodila koordinirani udar radi izvlačenja 12. pmbr koja je bila okružena u vojarni u Osijeku. Hrv. su snage pokušale olakšati pritisak na grad manjom napadnom akcijom. 16. rujna na Tenjskoj je cesti JNA srušila nadvožnjak, a tenkovi s poligona C pucali su na Brijest, Retfalu i Dinaru. 17. rujna ZNG zauzeo je borbama poligon C i ine vojarne, no iz svih je tih objekata JNA izvukla kompletno oružje, koje je poslije rabila u napadu na Vukovar. ZNG je napustio položaje u Sarvašu. 
Opasnost pješačko-tenkovskog napada dugo je visila Osijeku kao mač nad glavom. Vukovar je nakon dugotrajne opsade pao 18. studenoga, vijesti o padanju hrvatskih naselja stizale su odosvuda, a neprijatelj se primicao gradu. 5. prosinca pao je Antunovac. Istog su dana snage JNA i četnici, nakon strahovite topničke pripreme, krenuli u konačno osvajanje grada Osijeka općim oklopno-pješačkim napadom, a hrvatske su snage uz velike žrtve u bitci na šumi Rosinjači na južnom prilazu gradu malim postrojbama zaustavile udar. JNA i pobunjeni Srbi okupirali su Paulin Dvor 16. prosinca 1991. U periodu od 17. i 18. prosinca 1991., hrvatske su snage uspjele olakšati pritisak na Osijek sa sjeverne strane, oslobađanjem 30 km2 u Baranji, operacijom naziva Đavolja Greda te osigurati mostobran za buduće vojnooslobodilačke akcije.
Tijekom Domovinskog rata je u obrani Osijeka od srpskih paravojnih snaga i Jugoslavenske narodne armije (JNA) poginulo 1260, a ranjeno više od 5000 hrvatskih vojnika i civila. Među žestoke napade spada onaj od 3. travnja 1992. kad je u napadu velikosrpskih snaga poginulo 20 (dvadeset), a ranjeno 100 (ljudi).

### Dvadeseto stoljeće u popularnoj kulturi
Osijek se 1990-ih proslavio u punkerskim krugovima. Za razliku od prvih desetljeća kad je punk u Osijeku u usporedbi s ostatkom punk scene u Hrvatskoj bio slabo zastupljen, tek bi vrijedilo spomenuti sastav Vibra Yunkers, sredinom 1990-ih slika se promijenila u potpunosti te osječak punk scena postala je najjača u Hrvatskoj. Ističu se sastavi kao Debeli Precjednik, COG i drugi.

## Gradska uprava

### Gradsko vijeće
Gradsko vijeće je predstavničko tijelo građana i tijelo grada kao jedinice lokalne samouprave. Ono u okviru svog djelokruga donosi akte kojima se uređuje obavljanje poslova od lokalnog značaja, odnosno poslova koji Ustavom nisu dodijeljeni državnim ili županijskim tijelima. Vijeće ima 31 člana.
Sadašnji saziv vijeća odabran je na lokalnim izborima u svibnju 2021. Trenutačni predsjednik vijeća je Vladimir Ham.
| Stranka                                       | Broj vijećnika |
| --------------------------------------------- | -------------- |
| HDZ, ANU, HSU, BUZ, HSLS, DHSS, NL ANTE ĐAPIĆ | 14             |
| DP, MOST                                      | 6              |
| SDP                                           | 6              |
| MOŽEMO!-POLITIČKA PLATFORMA                   | 2              |
| SNAGA SIB                                     | 2              |
| HNS, HSS, NARODNA STRANKA REFORMISTI          | 1              |

## Gospodarstvo
Osijek je bio veliko hrvatsko industrijsko središte. Svojevremeno se moglo reći i da je bio industrijaliziraniji od Zagreba, a nazivalo ga se i hrvatskim Manchesterom. Brojne poznate hrvatske robne marke, počevši od sitnih potrepština u domaćinstvu, proizvode se u Osijeku.

U Osijeku je razvijena strojogradnja (poljodjelski strojevi), kemijska industrija (Saponia), konditorska industrija (Kandit, Karolina(Kraš)), šećerana (Tvornica šećera Osijek), proizvodnja piva (Osječko pivo) i dr. Poznata je bila tvornica žigica Drava koja je ugašena. Iako je nekada zastupljenost industrije bila mnogo veća zadnjih godina glavno obilježje grada je velika nezaposlenost mladih i duboka kriza gospodarstva.
- Nova tvornica Osječkog piva na Zelenom polju
- Mljekara Meggle na Zelenom polju
- Tvornica šećera Osijek
- Saponia - kemijska industrija

## Promet
Osijek se nalazi na međunarodnom prometnom koridoru Budimpešta-Sarajevo-Ploče. Usprkos tome što koridor nema autocestu cijelom svojom dužinom, Osijek je spojen na mrežu autocesta Hrvatske. Do njega se dolazi autocestom A5, tzv. Slavonikom. U Osijek se može doći željeznicom, koristeći usluge hrvatskih željeznica, te zračnim putem preko Zračne luke Osijek. Organizirani putnički riječni promet Dravom do Osijeka ne postoji.

Autobusne tvrtke Flixbus, Panturist, Polet, Autoprijevoz Požega, Croatiatrans i druge manje prijevozničke tvrtke prometuju do Osijeka, a gradski prijevoz obavlja Gradski prijevoz putnika Osijek. Osijek je jedini hrvatski grad osim Zagreba kojim prometuju tramvaji.
- Novi moderni autobusi GPP Osijek

## Arhitektura i znamenitosti

### Tvrđa
Tvrđa je povijesna jezgra Osijeka, ostatak nekadašnje osječke tvrđave koji je postupno prerastao u gradski prostor. Podignule su je austrijske vojne vlasti nakon oslobođenja od Turaka 1687. godine, kao sjedište generalata i važnu obrambenu točku jugoistočnog dijela carstva.
Središnji trg u Tvrđi je Trg sv. Trojstva na kojemu se ističu barokne zgrade. Najznačajnija je palača Slavonske Generalkomande, zdanje podignuto za sjedište generalata i Zemaljsku upravu Slavonije. Nije poznat arhitekt ove građevine, ali se zna da je građena po nalogu kneza Eugena Savojskog od 1724. do 1726. godine. Zgrada je izvorno imala arkade s toskanskim stupovima u dvorištu, a ističe se velebnim pročeljem s portalom koji nose atlanti, monumentalnom vežom i stubištima po uzoru na bečke barokne palače. Zanimljivo je da je drugi kat zgrade nadograđen naknadno 1765. godine, ali je oblikovanje ponovljeno kao na donjim etažama.
 S lijeve strane trga je zgrada Glavne straže (danas Muzej Slavonije), podignuta za tvrđavsku stražu, i karakteristična po zvoniku s terasom s koje se pružao pogled na cijelu okolicu. S druge strane trga uglovno je smještena zgrada Gradskog magistrata iz 1702. godine, odnosno bivša gradska vijećnica, a danas Muzej Slavonije. Uz spomenute, cijelom Tvrđom dominiraju jednostavne barokne zgrade 18. stoljeća, s nizovima prozora i arkadama prema dvorištu, koje su služile kao vojarne i vojna spremišta. Od manjih objekata nalazimo i nekoliko baroknih kuća iz 18. stoljeća, među kojima se naročito ističe kuća Plemić (Franjevačka 5), s pročeljem u motivima rokajnih školjki, u duhu rokokoa.
Sredinom Trga sv. Trojstva uzdiže se Kužni pil, odnosno spomenik Presvetog Trojstva, podignut u znak zavjeta protiv kuge koja je ranije često pogađala Slavoniju. Dala ga je izraditi 1729. – 1730. godine Marija Ana Petraš, supruga zapovjednika osječke tvrđave, o čemu svjedoči natpis na postolju. Spomenik se sastoji od središnjeg dijela s kipovima svetaca zaštitnika protiv kuge, sv. Sebastijana, sv. Franje Ksavera, sv. Karla Boromejskog i sv. Rozalije, dok je na vrhu stupa Presveto Trojstvo s kipovima Boga Oca i Krista te Duha Svetog prikazanog u liku golubice. Pil je obnovljen 1784. godine, kada su mu dodana četiri vanjska kipa (sv. Katarina, sv. Marija Bezgrešnog Začeća, sv. Ivan Nepomuk i sv. Josip), za koje se vjeruje da su izvorno stajali na nekim od gradskih vrata. Spomenik predstavlja kvalitetno kiparsko djelo baroknog doba, a pripisuje se osječkom kiparu Josipu Gerupu.
U Tvrđi se nalaze i dvije važne sakralne građevine. Župna crkva sv. Mihovila (1725. – 1748.) barokna je crkva s dva zvonika građena za osječke isusovce. U njoj su bogati oltari i oltarne pale austrijskog slikara Franza Xavera Wagenschöna. Druga je franjevačka crkva uz koju se nalazio i samostan, kasnije pretvoren u vojarnu.

Samostan je značajan po tome što je u njemu djelovali studiji filozofije i teologije (1709. – 1735.), nakon čega je tu osnovana prva visoka škola u Slavoniji – teološki fakultet, kao i prva tiskara.
- Centralni trg sv. Trojstva u Tvrđi
- Pogled na Tvrđu s lijeve obale rijeke Drave. Ističu se zvonik crkve sv. Križa i Vodena vrata.
- Vodena vrata
- Vodotoranj smješten na Eugenijevom bastionu
- Kuhačeva ulica
- Poštanski ured u Tvrđi - najstariji još uvijek funkcionalni poštanski ured u Hrvatskoj
- Crkva sv. Križa u Tvrđi

### Gornji grad
Gornji grad je urbano središte Osijeka. Ondje je glavni gradski trg trokutnog oblika – Trg Ante Starčevića. Gornji je grad izgrađen najvećim dijelom krajem 19. i početkom 20. stoljeća, pa ga karakterizira arhitektura historicizma. Najistaknutija građevina je župna crkva sv. Petra i Pavla, građena 1894. do 1899. u neogotičkom stilu, prema projektu njemačkog arhitekta Franza Langenberga, a na poticaj biskupa Josipa Jurja Strossmayera. U blizini je neoklasicistička Palača županije (1834. – 1846., arhitekt N. Hild), te Hrvatsko narodno kazalište s elementima pseudomaurske arhitekture. Od baroknih građevina može se istaknuti kapucinski samostan (1706. – 1710.) s crkvom sv. Jakova (1723. – 1727.), te manja crkva sv. Roka, kojoj je naknadno početkom 19. stoljeća dodan pročelni zvonik.
Osječki se Gornji grad ponosi vrhunskom arhitekturom secesije. U tom je pogledu značajna Europska avenija, reprezentativna avenija s raskošnim secesijskim palačama podignutima za osječke industrijalce i ugledne građane početkom 20. stoljeća. Od zgrada u blizini, najoriginalnije secesijsko ostvarenje je Kino Urania, djelo arhitekata Viktora Axmanna iz 1912. godine, te palača Glavne pošte iz iste godine. Europska avenija ima najdulji secesijski niz u jugoistočnoj Europi.
- Konkatedrala sv. Petra i Pavla - Treća najveća crkva u Hrvatskoj i druga najviša. Izgrađena je 1898. godine i visine je 90 metara.
- Trg Ante Starčevića
- Perivoj kralja Tomislava - najveći osječki perivoj
- Promenada uz Dravu
- Poštanska palača u Europskoj aveniji - remek djelo mađarske secesije izgrađeno 1912. godine.
- Palača Kraljevskog sudbenog stola u Osijeku - danas općinski i županijski sud u Osijeku. Nalazi se u Europskoj aveniji, a izgrađena je 1898. godine.
- Palača županije u Županijskoj ulici - izgrađena 1846. godine
- Kapucinska ulica
- Europska avenija
- Pogled na Gornji grad s lijeve obale rijeke Drave
- Biskupijski vikarijat u Strossmayerovoj ulici
- Hotel Central na trgu Ante Starčevića - najstariji hotel u Osijeku
- Hotel Osijek - najveći hotel u Slavoniji i najviši hotel izvan Zagreba
- Konkatedrala sv. Petra i Pavla
- Hotel Royal u Kapucinskoj ulici
- Palača Normann na Trgu Ante Starčevića, danas se ovdje nalazi županijsko poglavarstvo Osječko-baranjske županije

### Donji grad
Donji grad obuhvaća velik istočni dio Osijeka. Iako je začet u ranije vrijeme, obilježila ga je arhitektura 19. stoljeća. Značajna je barokna crkva Preslavnog Imena Marijina podignuta između 1758. i 1775., koja predstavlja sa svojim tornjem jedinstveno djelo arhitekture druge polovine 18. stoljeća u Hrvatskoj.  Tu je i kuća kotlara Kragujevića, lijep primjer malograđanske prizemnice s arkadama iz 18. stoljeća. Na istom trgu nalazi se kapela sv. Roka (1742. – 1744.) i barokni kip Blažene Djevice Marije (1757.). Barokna pravoslavna parohijska crkva Uspenja Presvete Bogorodice (1743. – 1750.) u kojoj se nalazio reprezentativni visoki ikonostas uništena je u Drugom svjetskom ratu, a na njenom je mjestu podignuta manja i skromnija neobizantska građevina (1966. – 1979.). Na groblju u Donjem gradu podignute su katolička kapela svetog Križa (1869. – 1870.) i pravoslavna kapela svetog Nikole (1894.), a na Trgu bana Jelačića nalazi se neogotička kapela Majke Božje Snježne, podignuta po projektu Franza Langenberga, istoga arhitekta koji je projektirao i gornjogradsku župnu crkvu. U Donjem gradu se nalazi i jedina u potpunosti sačuvana historicistička sinagoga u Hrvatskoj, podignuta 1901. – 1903. prema projektu osječkog arhitekta Wilhelma Carla Hofbauera.
- Trg bana Jelačića
- Slastičarnica Orijent - najstarija slastičarnica u Osijeku otvorena 1945. godine
- Donjogradska sinagoga - Danas evanđeoska pentekostna crkva Radosne vijesti

### Retfala
Najzapadnija četvrt u gradu Osijeku. Ima oko 14 000 stanovnika i više od 5000 kućanstava. Dan gradske četvrti je 14. rujna. Također se tamo i nalazi se znameniti klasicistički dvorac obitelji Pejačević.

### Osječka promenada
Jedno od najdužih šetališta u Hrvatskoj, a prema Time Out-u (vodeći svjetski medij za turizam) u lipnju 2018. godine i najljepše. Iznimno popularno među građanima Osijeka kao i među turistima koji dođu u grad. Nerijetko vikendom i do 10 000 šetača. Nalazi se s obje strane rijeke Drave. Dugo je 5410 m na desnoj obali Drave. Od Moto-nautičkog kluba Neptun do vojarne Vrbik. Dužina šetališta na lijevoj obali je 4310 m. Od ulaza u ZOO vrt do kraja naselja Podravlje. Šetalište je na desnoj i lijevoj obali Drave povezano mostovima, a ljeti i kompom. Šetalište je osvijetljeno, sa zelenim nasadima i klupama. Nasadi su posađeni u preko 570 žardinjera u kojim se nalazi 212 biljnih vrsta. Cijelom dužinom šetalište prati i biciklistička staza. Stoga je osim šetačima vrlo popularno među biciklistima, građanima koji rekreativno trče, rolaju ili šeću kućne ljubimce. Osječani šetaju promenadom svih 365 dana u godini, a najveći broj šetača je tijekom toplih ljetnih popodneva i večeri. S lijeve obale Drave pruža se pogled na panoramu grada koja je posebno atraktivna noću s osvijetljenom konkatedralom, hotelom Osijek, pješačkim mostom i Tvrđom.

### Osječka groblja
Na području grada nalazi se 11 gradskih groblja:
– Svete Ane
Najznačajnije i s najvećim brojem grobnih mjesta je groblje Svete Ane. Ima više od 10 000 grobnih mjesta i višestruko toliki broj pokojnika. Groblje je osnovano 1748. godine zbog povećanog broja umrlih od Kuge koja je tih godina harala Osijekom. Na groblju se nalaze dvije kapelice. Katolička i pravoslavna. Groblja inače, a posebno ovo, prava je riznica povijesti i gradske kulture Osijeka pa nije neobično sresti turističke grupe koje vodiči vode grobljem. Mnogi poznati Osječani ukopani su ovdje: Adolf Waldinger (slikar), Ante Slaviček (arhitekt), Pajo Kolarić (skladatelj), Mato Strossmayer, Danica Pinterović, Ivan Adamović (skladatelj), Franjo Sedlaković (utemeljitelj muzeja Slavonije), grofica Adele Deszaty (dobrotvorka grada Osijeka), grof Lorenz Jäger (osječki dobrotvor)... Uz mnoge druge značajne građane na ovom groblju je ukopan i posjetiocima groblja uvijek zanimljiv razbojnik, Jovan Stanisavljević Čaruga. Groblje Svete Ane nudi i čitavu galeriju skulptura, a najznačajnije su djelo sjećanja, vjere i nade Antuna Augustinčića na grobnici obitelji Zorman i skulptura Krista na grobnici Gilming-Hengl, djelo Frane Kršinića. Ovo groblje prepoznato je i kao značajno groblje Europe te je kao takvo član međunarodne organizacije ASCE (Association of significant cemeteries in Europe).
– Centralno
Najnovije groblje. Infrastrukturno potpuno riješeno i jedino izgrađeno u prošlom stoljeću. Ovo je i površinom najveće osječko groblje. Otvoreno je 1984. godine, a planirano je da zadovolji potrebe grada Osijeka sljedećih 50 godina (do 2034. godine). Centralno groblje jedino je noću osvijetljeno groblje u gradu. Jedino koje posjeduje polje urni s pripadajućim ružičnjakom za prosipanje pepela. Krajem osamdesetih prošlog stoljeća groblje proglašavaju drugim najljepšim u tadašnjoj državi, odmah iza Varaždinskog. Ratna razaranja nisu poštedjela ni ovo groblje, a 2015. godine biljnu vrstu Thuja occidentalis Smaragd napada insekt Thujin potkornjak te je uprava groblja primorana srušiti oko 10 000 stabala. Groblje tada nepovratno gubi svoju nekadašnju impozantnost.
– Novogradsko
Najstarije postojeće groblje grada Osijeka osnovano 1712. godine. Nekada značajno veće, sada okruženo stambenim zgradama koje su izgrađene na samom groblju.[nedostaje izvor] U sredini groblja nalazi se votivna kapela iz 1872. godine. Teško oštećena u Domovinskom ratu, kasnije obnovljena. Grob Huge Conrada Hötzendorfa (osnivač osječke slikarske škole) nalazi se na ovom groblju uz druge značajne građane. Kameni obelisk na četiri topovske kugle iz 1899. godine spomenik je svim palim vojnicima jer su vojnici bili prvi ukopani na ovom danas civilnom groblju.
– Donji grad
Groblje u Donjem gradu osnovano je 1783. Godine. I na njemu se kao i na groblju Sv. Ane nalaze dvije kapele. Katolička, izgrađena 1870. godine i pravoslavna izgrađena 1892. godine. Među mnogim monumentalnim spomenicima ovdje se ističe i jedan koji je djelo Ante Slavičeka.
– Retfala
Mauzolej obitelji Pejačević nalazi se na ovom groblju. Iako Hrvatskih branitelja ima ukopanih na svim osječkim grobljima, uz Centralno groblje, Retfala ima najveći broj grobova branitelja. Tijekom Domovinskog rata, jedno vrijeme, ovo groblje čak nazivaju Gardijskim grobljem.
– Mađarska Retfala
– Židovsko
– Muslimansko
– Staro Židovsko
– Staro Bolničko
– Podravlje

## Kultura
Osijek je najveće kulturno središte Slavonije i Baranje.
Prve kazališne predstave održavale su se u baroknom Osijeku još u 18. stoljeću, a prva kazališna zgrada, Hrvatsko narodno kazalište, sagrađena je 1866. godine. 
HNK je i danas najznačajnija kazališna ustanova u Slavoniji. Osim nje, u gradu djeluje i Dječje kazalište Branka Mihaljevića u Osijeku.
U Osijeku je i muzej od nacionalnoga značenja, Muzej Slavonije, u zgradi bivšeg Gradskog magistrata u Tvrđi, gdje se čuvaju bogate zbirke predmeta vezanih za povijest Slavonije. Muzej posjeduje i bogatu arheološku zbirku, a smještena je u zgradi nekadašnje Glavne straže u Tvrđi, te se često, kolokvijalno, naziva arheološkim muzejom jer je nekadašnji osječki Arheološki muzej 2012. godine pripojen Muzeju Slavonije. Tim je činom osječki Arheološki muzej prestao djelovati s radom, a Muzej Slavonije preuzeo je sve nekretnine, imovinu, djelatnike, prava i obveze Arheološkoga muzeja.
U jednoj od bivših tvrđavskih vojarni, pisano blago slavonske povijesti čuva Državni arhiv u Osijeku. Od drugih muzejskih ustanova, tu je Muzej likovnih umjetnosti, u kojoj je vrijedna zbirka slikarstva od 18. do 20. stoljeća. 
Konjička vojarna u ulici Kamila Firingera 3 zaštićeno je kulturno dobro.
Niz manjih galerija izlaže većinom suvremenu umjetnost, poput Izložbene dvorane Waldinger, Galerije L, Leonardo, Galerije umjetnina Sretne ulice, HDLU Osijek – galerija Kazamat, Galerije Pegaz, te Galerije karikatura Osijek.
U gradu od nekadašnjih starih pet kino dvorana, preostala su samo dva, Kino Urania u povijesnoj secesijskoj zgradi, te Kino Europa. Od modernih kino dvorana svojevremeno rade dva multiplex kina s ukupno 16 kino dvorana. Po zatvaranju manjeg multiplexa Osječani filmske hitove prate u jednom trgovačkom centru u kojem se nalazi najnovije i najmodernije osječko multiplex kino s 9 dvorana i 1178 mjesta.
Najveća knjižnica je Gradska i sveučilišna knjižnica Osijek.
Od 2004. godine održava se glazbeni festival Urban fest Osijek čiji je cilj promoviranje mladih neafirmiranih sastava i DJ-a iz regije.
U Osijeku se održava Dječji glazbeni festival Zeko.
U samome gradu djeluju dva velika folklorna ansambla: HKUD Osijek 1862. i HKUD Željezničar. Također, u Osijeku djeluje i Slavonsko Tamburaško Društvo Pajo Kolarić, te brojne druge tradicijsko-kulturne udruge i organizacije.
U Osijeku djeluju kulturne ustanove mađarske manjine u RH:Mađarsko kulturno društvo Népkör i Prosvjetno-kulturni centar Mađara u RH.
Osijek je 2016. godine ušao u završni krug natjecanja za prestižnu titulu Europske prijestolnice kulture (za 2020.) Osim Osijeka, u uži su krug ušli gradovi Pula, Rijeka i Dubrovnik. Predsjednik Povjerenstva nezavisnih stručnjaka za izbor hrvatske Europske prijestolnice kulture za 2020. godinu, Steve Green, u četvrtak, 24. ožujka 2016. godine, u 17.15. sati na konferenciji za medije održanoj u Muzeju Mimara objavio je odluku Povjerenstva prema kojoj će Europska prijestolnica kulture 2020. godine biti Rijeka.

## Mediji
U Osijeku izlazi nekoliko dnevnih novina. Najznačajniji je Glas Slavonije. Više regionalno je bio orijentiran Slavonski dom (proistekao iz nekadašnjeg Osječkog doma) koji je pod utjecajem gospodarske krize ugašen zadnjeg dana 2009. Od 2006. izlazi i besplatni regionalni poslovni časopis BIZdirekt.
Nekolicina radijskih postaja emitira se iz Osijeka: HRT – Radio Osijek, Slavonski radio, Laganini Osijek, Bijelo plavi, ali i studentski radio osječkog Sveučilišta – Studentski radio UNIOS, koji je svoje djelovanje započeo kao radio Elektrotehničkog fakulteta Sveučilišta u Osijeku – Radio ETFOS.
Uz HRT studio Osijek tu su i dvije lokalne televizijske postaje: Televizija Slavonije i Baranje i Osječka televizija.

## Obrazovanje

### Sveučilište Josipa Jurja Strossmayera Osijek:
- Katolički bogoslovni fakultet u Đakovu
- Ekonomski fakultet
- Fakultet elektrotehnike, računarstva i informacijskih tehnologija
- Filozofski fakultet
- Građevinski fakultet
- Medicinski fakultet
- Fakultet agrobiotehničkih znanosti
- Fakultet za dentalnu medicinu i zdravstvo
- Pravni fakultet
- Prehrambeno-tehnološki fakultet
- Fakultet za odgojne i obrazovne znanosti
- Odjel za matematiku
- Odjel za fiziku
- Odjel za kemiju
- Odjel za biologiju
- Akademija za umjetnost i kulturu
- Kineziološki fakultet

- Filozofski fakultet u Osijeku
- Građevinski i arhitektonski fakultet u Osijeku
- Ekonomski fakultet u Osijeku
- Medicinski fakultet u Osijeku
- Fakultet za odgojne i obrazovne znanosti u Osijeku
- Fakultet agrobiotehničkih znanosti
- Odjel za fiziku i odjel za matematiku
- Odjel za biologiju i odjel za kemiju

### Srednjoškolske ustanove u Osijeku:
- Elektrotehnička i prometna škola Osijek
- Strojarska tehnička škola Osijek
- I. gimnazija Osijek
- II. gimnazija Osijek
- III. gimnazija Osijek
- Medicinska škola Osijek
- Poljoprivredna i veterinarska škola Osijek
- Graditeljsko-geodetska škola Osijek
- Tehnička škola i prirodoslovna gimnazija Ruđera Boškovića Osijek
- Ekonomska i upravna škola Osijek
- Ugostiteljsko-turistička škola Osijek
- Prosvjetno-kulturni centar Mađara u Republici Hrvatskoj
- Obrtnička škola Osijek
- Trgovačka i komercijalna škola Davor Milas Osijek
- Škola za tekstil, dizajn i primijenjene umjetnosti Osijek
- Škola za osposobljavanje i obrazovanje Vinko Bek Osijek
- Glazbena škola Franje Kuhača Osijek
- Isusovačka klasična gimnazija s pravom javnosti u Osijeku
- Gaudeamus Prva privatna srednja škola u Osijeku s pravom javnosti
- Edunova – ustanova za obrazovanje odraslih

### Osnovnoškolske ustanove u Osijeku
- O.Š. Frana Krste Frankopana Osijek
- O.Š. Vladimira Nazora Osijek
- O.Š. Franje Krežme Osijek
- O.Š. Svete Ane Osijek
- O.Š. Vladimira Becića Osijek
- O.Š. Antuna Mihanovića Osijek
- O.Š. Mladost Osijek
- O.Š. Vijenac Osijek
- Prosvjetno-kulturni centar Mađara u Republici Hrvatskoj
- O.Š. Jagode Truhelke Osijek (os-jtruhelke-os.skole.hr)
- O.Š. Ljudevita Gaja Osijek
- O.Š. Tin Ujević Osijek
- O.Š. Grigor Vitez Osijek
- O.Š. Augusta Šenoe Osijek
- O.Š. Dobriša Cesarić Osijek
- O.Š. Ivan Filipović Osijek
- O.Š. Retfala Osijek
- O.Š. Višnjevac
- O.Š. Josipovac
- O.Š. Tenja
- Centar za odgoj i obrazovanje Ivan Štark Osijek
- Centar za autizam Osijek

## Šport
Veći športski objekti u Osijeku su: Stadion Gradski vrt, Dvorana Gradski vrt, Športska dvorana Zrinjevac te Športska dvorana Jug. Među ostalima, tu su: gimnastička dvorana Sokolski dom (otvorena 1929., zatvorena 2016. i nadograđena u Sokolski centar), Gradski bazeni, Teniski centar Osijek, Atletski klub Slavonija žito, Streljana Pampas, Hipodrom Pampas (postoji od 1960.) te Rekreacijski centar Copacabana.
Tragovi športa nazočni su već u rimskoj Mursi, a povijest športa može se pratiti od 18. stoljeća. Zanimljivo je da se nogomet, danas najpopularniji šport u Osijeku, u Osijeku pojavio mnogo kasnije nego u drugim mjestima Hrvatske. Šport je u Osijeku bio vrlo raširen i visoke razine. Izbijanje Prvoga svjetskog rata postupno je ugasilo taj polet. Mobilizacija svih sposobnih preko ljeta te stavljanje sve športske infrastrukture na raspolaganje vojsci te banov dekret od 26. srpnja 1914. godine dovelo je do zamiranja športa.
Održavaju se natjecanje svjetskog kupa u športskoj gimnastici Grand prix Osijek (od 2009.) i festival urbane kulture i športa Pannonian Challenge (od 1999.) koji je 2016. bio dio FISE Svjetskog kupa, odnosno UCI BMX Freestyle Svjetskog kupa. Od 2005. održava se Osječki Ferivi polumaraton. U dva navrata održao se Svjetski streljački kup u letećim metama. Održao se Svjetski padobranski kup u figurativnim skokovima. Od 1993. održava se nogometni turnir Memorijalni turnir Antun Batinić (Batekov memorijal). Malonogometni turnir Zimko održava se od 1988.
Slijedi popis klubova po športovima: 

Osvajači barem jednog europskog trofeja jesu: kuglački klub Kandit Premijer i rukometni klub ŽRK Osijek.

#### Nogomet
- NK Osijek (1. HNL, 2019-2020/4)
- NK Grafičar-Vodovod (3. HNL – istok, 2009./10.)
- NK Metalac Osijek (4. HNL – Istok 2008./09.)
- NK Olimpija Osijek (3. HNL – istok, 2009./10. )
- Nogometna akademija Krpan – Babić
- NK Elektra Osijek (4. HNL – istok, 2009./10. )
- NK LIO Osijek (2. ŽNL Osječko-baranjska, NS Osijek, 2008./09.)
- NK Fortuna VNO Osijek (3. ŽNL Osječko-baranjska, 2008./09.)
- NK Mursa-Zanatlija Osijek (2. ŽNL grupa Osijek podgrupa A)
- NK Brijest

Još su djelovali:
- Športski đački klub Slavija, osnovan 27. lipnja 1916.
- Sportski mađarski akademski klub, 1916.
- Hrvatski građanski športski klub (HGŠK), popularno zvan Građanski, osnovan koncem 1917.
- Radnički športski klub Sloga osnovana rujna 1919.
- Židovsko športsko i gombalačko društvo Makabi osnovano rujna 1919.
- ŠK Hajduk
- ŠK Amater
- NK Croatia, Elektra, SK Grafičar, Viktorija, Zora, Mursa, Konkordija, Frankopan, SSK Jug, Bumbar, Rapid, Gvožđar, NK Jugoslavija
- FD Udarnik
- FD Jedinstvo
- SD Bratstvo
- Kuća nogometa u Osijeku s Muzejem nogometa.[41]

#### Stolni tenis
- STK Vodovod Osijek
- STK Olimpija Osijek

#### Košarka
- KK Osijek 2006. – Košarkaški klub Osijek 2006
- KK Osijek – Vrijednosnice Darda
- KK Osječki sokol – Košarkaški klub Osječki sokol
- KK Hrvatski Sokol 02

#### Rukomet
- ŽRK Osijek – Ženski rukometni klub Osijek (1.HRL)
- RK Osijek Elektromodul – Rukometni klub Osijek Elektromodul (1.HRL)
- RK Feniks Osijek – Rukometni klub Feniks Osijek

#### Odbojka
- MOK Mursa
- MOK Željezničar
- ŽOK Osijek
- KOP Retfala
- OK Linga

#### Tenis
- Teniski klub Osijek (osnovan 1919. godine)
- Tenis klub Olimpija 1984
- Tenis klub Neptun 2008
- Tenis klub Slavonija-Žito

#### Streljaštvo
- GSD Osijek 1784 – Najstarije športsko društvo u Hrvatskoj
- SK Metak

#### Kuglanje
- Kandit Premijer
- Konikom Osijek
- Ženski kuglački klub – Osijek '97
- Kuglački savez Osječko-baranjske županije

#### Veslanje
- Veslački klub IKTUS Osijek

#### Ronjenje
- Društvo za podvodne aktivnosti MURSA Osijek
- Ronilački centar Osijek

#### Boćanje
- boćarski klub Mlada Retfala Slavonijainspekt
- boćarski klub Olimpija
- boćarski klub RetfalaRetfala
- boćarski klub TihaljinaTihaljina
- boćarski klub Sveti Luka – Josipovac (Osijek)
- boćarski klub Sjenjak (Osijek)

#### Ostali športovi
- konjički šport: Kasački klub Fistra, Konjički klub Osijek
- vaterpolo: Vaterpolski klub Osijek, Veteranski vaterpolo klub Bijelo-Plavi
- taekwondo: taekwondo klub Osijek, taekwondo klub Legacy
- aikido: Aikido društvo Osijek, Aikido klub Heion Osijek, AD Essek – Aikido društvo Essek
- ki-aikido: KI DOJO OSIJEK
- hokej: klub hokeja na ledu Kune
- judo: judo klub Mladost Osijek
- plivanje: Plivački klub Osijek-Žito
- atletika: Atletski klub Slavonija-Žito, Maraton klub Hrvatski sokol
- biljar: biljarski klub Plan B, Osijek, biljarski klub Charlie
- američki nogomet: Osijek Cannons
- parkour: Parkour Osijek
- športsko penjanje: Sportsko penjački klub Bastion
- mačevanje: Mačevalački klub Dmitar Zvonimir
- športska rekreacija: Gradski savez za sportsku rekreaciju sport za sve Osijek osnovan 1952. godine
- karate: Para karate klub Osijek, Karate klub Hrvatski sokol, Karate klub Kune, Karate klub Hvidra Osijek, Karate Klub Osijek, Karate akademija Osijek

### Navijačke skupine
U gradu djeluje navijačka skupina Kohorta. U današnjem obliku osnovana je 1988. godine. Preteča današnje Kohorte je navijačka skupina Šokci iz 1972. godine. Dugi niz godina Kohorta pohodi istočnu tribinu stadiona Gradski vrt, a preseljenjem NK Osijeka na Opus Arenu, Kohortaši se nalaze na tribini jug. Kohorta je uz BBB i Torcidu jedna od jačih i brojnijih navijačkih skupina u RH.

## Poznate osobe
- Saša Anočić, hrvatski glumac i redatelj
- Marko Babić, hrvatski nogometaš
- Borna Barišić, hrvatski nogometaš
- Hrvoje Barišić, hrvatski glumac
- María Baxa, srpsko-talijanska glumica
- Bela Čikoš Sesija, hrvatski slikar
- Nenad Bjelica, hrvatski nogometaš i trener
- Biljana Borzan, hrvatska političarka
- Zlatko Burić, hrvatski glumac
- Igor Cvitanović, hrvatski nogometaš i trener
- Sima Ćirković, srpski povjesničar
- Jelena Dokić, australsko-srpska tenisačica
- Josip Frank, hrvatski odvjetnik i političar
- Emerik Feješ, hrvatski naivni slikar
- Miroslav Gantar, hrvatski novinar
- Branimir Glavaš, hrvatski političar
- Ivica Grnja, hrvatski nogometaš
- Branko Grünbaum, američko-hrvatski matematičar
- Vladimir Herzog, hrvatski novinar
- Silvije Hum, hrvatski novinar i voditelj
- Krunoslav Hulak, hrvatski šahist
- Kaja Ileš, hrvatska rukometašica
- Vinko Jelovac, hrvatski košarkaš i trener
- Julije Knifer, hrvatski slikar
- Pajo Kolarić, hrvatski skladatelj
- Saša Kopljar, hrvatski tv voditelj
- Snježana Kordić, hrvatska jezikoslovka
- Franjo Krežma, hrvatski violinist i skladatelj
- Petar Krpan, hrvatski nogometaš
- Franjo Kuhač, hrvatski etnomuzikolog
- Gordan Lauc, hrvatski biokemičar i molekularni biolog
- Branko Lustig, hrvatski filmski producent
- Krešimir Mikić, hrvatski glumac
- Oliver Mlakar, hrvatski tv voditelj
- Oskar Nemon, hrvatski kipar
- Julije Njikoš, hrvatski skladatelj
- Jasna Odorčić, hrvatska glumica
- Zlatko Pejaković, hrvatski pjevač
- Kosta Perović, srpski košarkaš
- Branko Schmidt, hrvatski filmski redatelj
- Krunoslav Slabinac, hrvatski pjevač, gitarist, skladatelj i aranžer.
- Josip Juraj Strossmayer, hrvatski biskup, teolog, političar, pisac i mecena
- Vera Svoboda, hrvatska pjevačica zabavnih, narodnih i starogradskih pjesama
- David Šain, hrvatski veslač
- Vladimir Šeks, hrvatski političar i pravnik
- Franjo Šeper, hrvatski nadbiskup i kardinal
- Gita Šerman Kopljar, hrvatska umjetnica
- Vesna Škare Ožbolt, hrvatska političarka
- Miroslav Škoro, hrvatski pjevač i političar
- Davor Šuker, hrvatski nogometaš
- Franz von Teck, austrijski plemić, pradjed britanske kraljice Elizabete II.
- Dado Topić, hrvatski pjevač
- Donna Vekić, hrvatska tenisačica
- Jurica Vranješ, hrvatski nogometaš
- Adolf Waldinger, hrvatski slikar

## Gradovi prijatelji
- Kranj (od 1965.)[42]
- Pečuh (od 1972.)[42]
- Pforzheim (od 1994.)[42]
- Maribor (od 1995.)[42]
- Tuzla (od 1996.)[42]
- Ploieşti (od 1996.)[42]
- Lausanne (od 1997.)[42]
- Nitra (od 1997.)[42]
- Budimpešta, XIII. okrug (od 2001.)[42]
- Subotica (2010.)[42]
- Prizren (od 2010.)[42][43]
- Vicenza (od 2014.)
- Elbasan (od 2015.)
- Huanggang (od 2017.)
- Canada Bay (od 2018.)
- Mostar (od 2022.)
- Bitola (od 2023.)

## Konzulati u Osijeku
- Mađarska
- Albanija
- Slovačka[44]
- Njemačka
- Finska[45]Počasni konzulat Republike Albanije u Osijeku

## Vanjske poveznice
- Osijek.hr službene stranice  Arhivirana inačica izvorne stranice od 26. rujna 2007. (Wayback Machine)
- OsijekNews.hr – news portal grada Osijeka
- Osijek 031 portal grada Osijeka
- Turistička zajednica grada Osijeka  Arhivirana inačica izvorne stranice od 26. lipnja 2007. (Wayback Machine)
- Glas Slavonije